# مای‌اس‌کیوال ورک‌بنچ
مای‌اس‌کیوال ورک‌بنچ (انگلیسی: MySQL Workbench) یا میزکار مای‌اس‌کیوال محیط یکپارچه توسعه نرم‌افزار اصلی برای مدلینگ، دیاگرامینگ و طراحی اسکیم‌های مای‌اس‌کیوال و مونیتورینگ و نگهداری سرورهای مای‌اس‌کیوال است (برخی از نسخه‌های آن ممکن است با ماریادی‌بی تداخل داشته باشند). این برنامه پس از DBDesigner 4 از fabFORCE.net آمد و جایگرین پکیج قبلی برنامه یعنی بسته ابزارهای جی‌یوآی مای‌اس‌کیوال شد.